# Capilla de nuestra señora de la Merced de las Huertas
La Capilla de Nuestra Señora de la Merced de las Huertas, llamada popularmente merced de las huertas, es un pequeño templo católico de estilo barroco construido en el siglo XVII y su portada en el siglo XVIII. Está ubicado en el antiguo pueblo de Popotla en la Alcaldía Miguel Hidalgo. Es lo único que se conserva del convento mercedario de Popotla.

## Historia
En abril de 1607 los mercedarios compraron en el pueblo de Popotla una casa de campo con una huerta para que funcionara como una casa de descanso, por lo que construyeron algunas celdas y una capilla. Con el tiempo el número de religiosos creció y en 1620 los religiosos deciden fundar un convento en el lugar, el cual ocupó las dependencias originales hasta 1668 cuando se decidió reconstruir el convento y la capilla, que fueron terminados en 1680.
En 1737 el convento se convierte en casa de recolección voluntaria y se construyó un pórtico de estilo barroco a un costado del templo el cual funciona actualmente como entrada a la capilla.
A mediados del siglo XX, el convento fue demolido, quedando en pie solo la capilla, que fue modificada en 1976 adquiriendo su actual aspecto.

## Patrimonio
En materia de monumentos históricos muebles, destaca una escultura de madera que representa a la virgen de la Merced, data de 1762 y es conocida popularmente como la Virgen de Tacuba  La imagen sufrió un conato de robo en 2005 durante el cual resultó dañada y fue retenida como prueba en el proceso judicial, que concluyó en febrero de 2012 y la pieza fue sometida a un cuidadoso proceso de restauración por expertos del INAH, el cual concluyó en julio del mismo año. El 1 de agosto de 2012 la escultura fue regresada a la comunidad.